# Jerarquía polinómica
En teoría de complejidad computacional, la jerarquía polinómica (a veces llamada  jerarquía de tiempo polinómico) es una jerarquía de clases de complejidad que generaliza las clases P, NP y co-NP a máquinas de oráculo.
Es una contrapartida de recurso-acotado a la jerarquía aritmética y jerarquía analítica de la lógica matemática.